# Slovenské Ďarmoty
Slovenské Ďarmoty (in ungherese Tótgyarmat) è un comune della Slovacchia facente parte del distretto di Veľký Krtíš, nella regione di Banská Bystrica.

## Amministrazione

### Gemellaggi
- Casavatore